# Suffolk Constabulary
Suffolk Constabulary – brytyjska formacja policyjna, pełniąca funkcję policji terytorialnej na obszarze hrabstwa ceremonialnego Suffolk. Według stanu na 31 marca 2012, służba liczy 1175 funkcjonariuszy. 

## Galeria

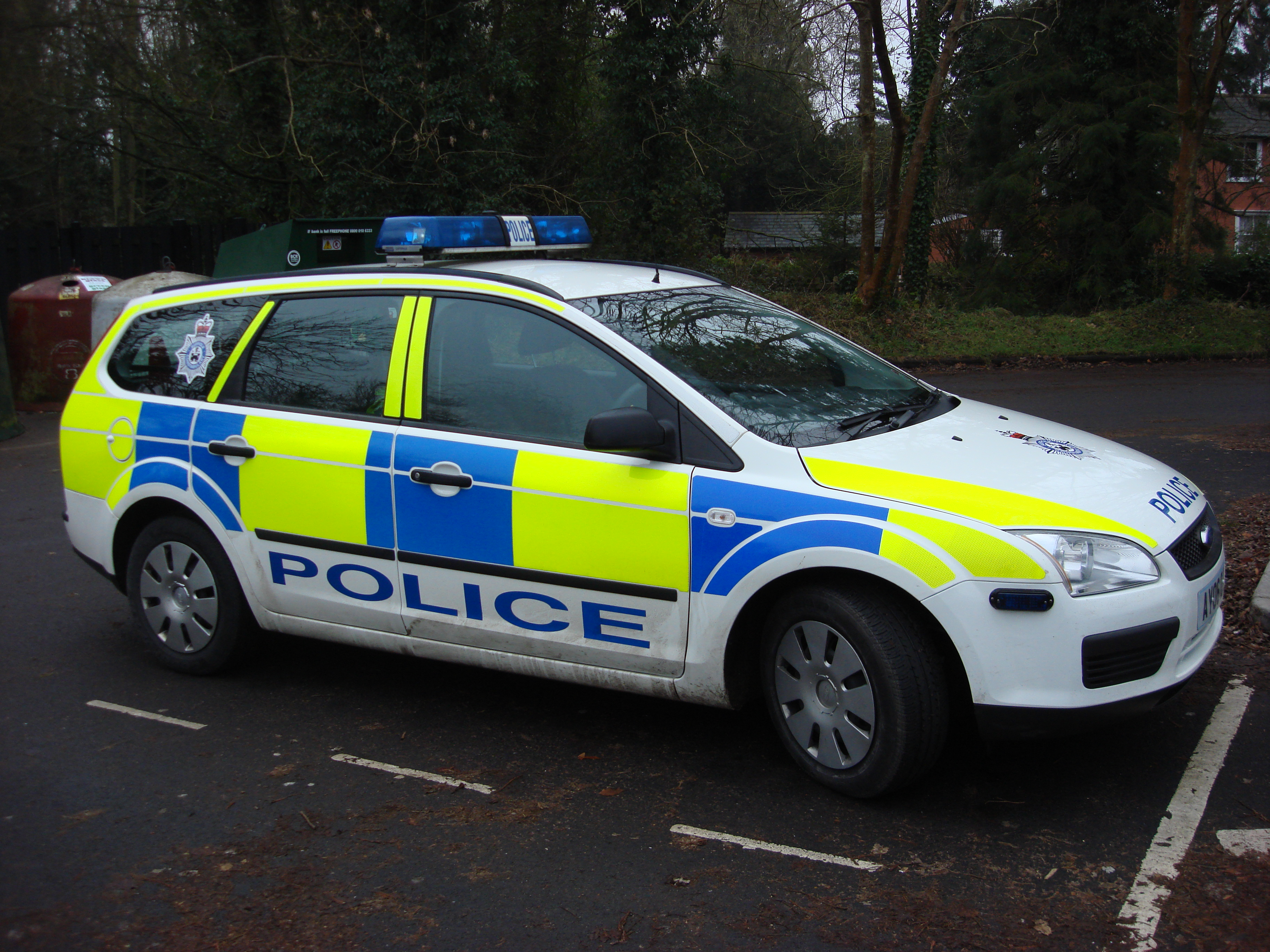
Ford Focus jako radiowóz Suffolk Constabulary
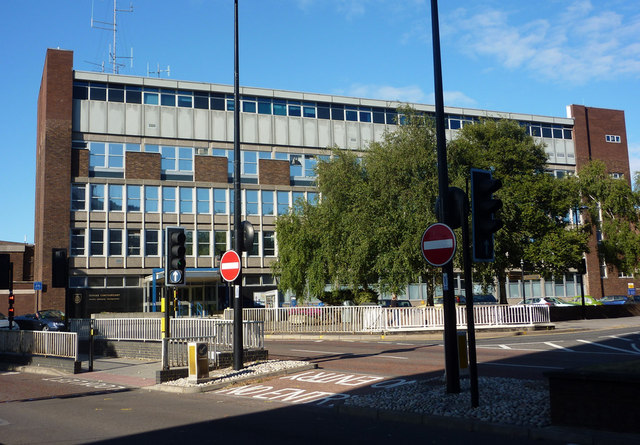
Komenda w Ipswich
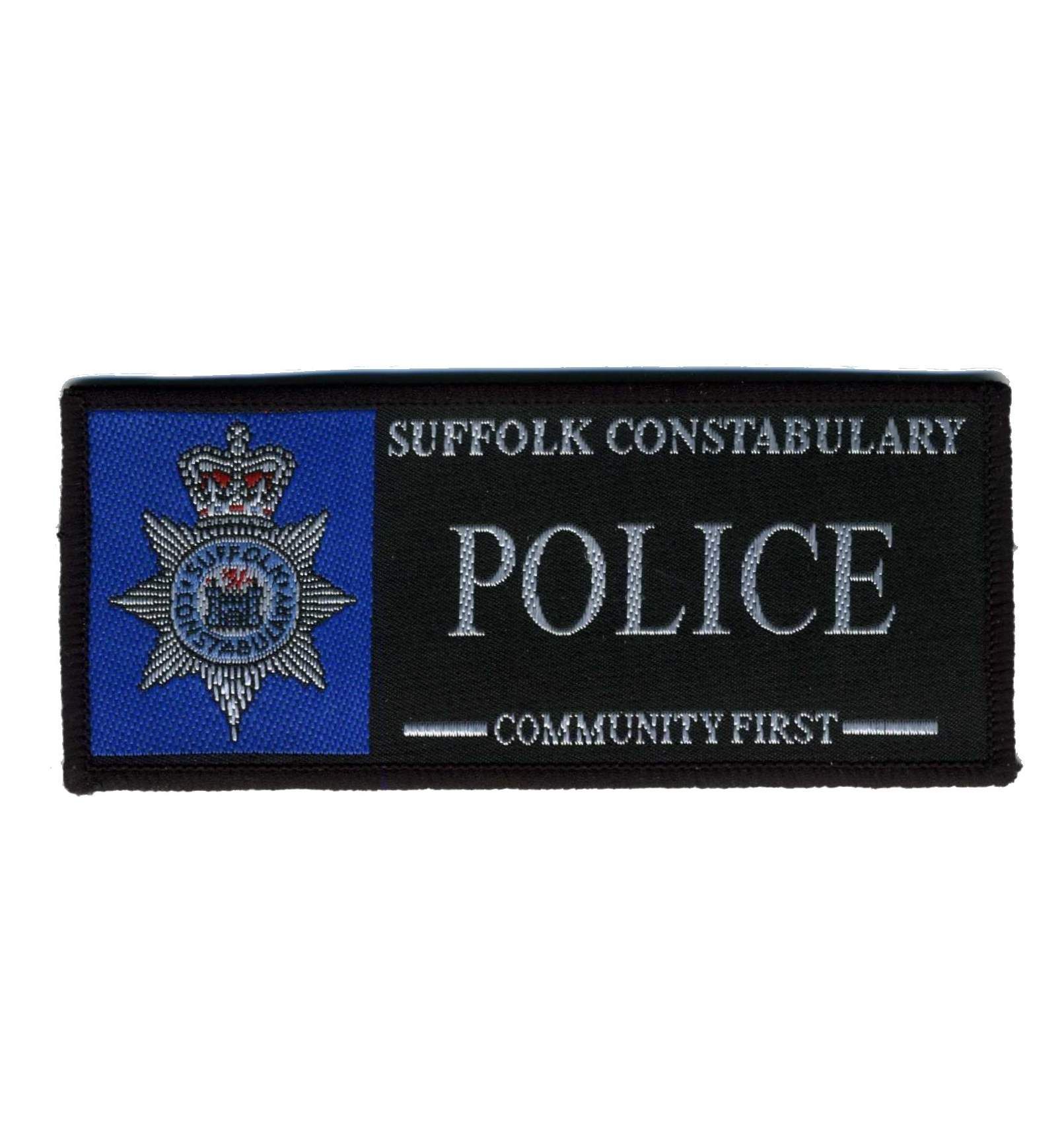
Naszywka mundurowa
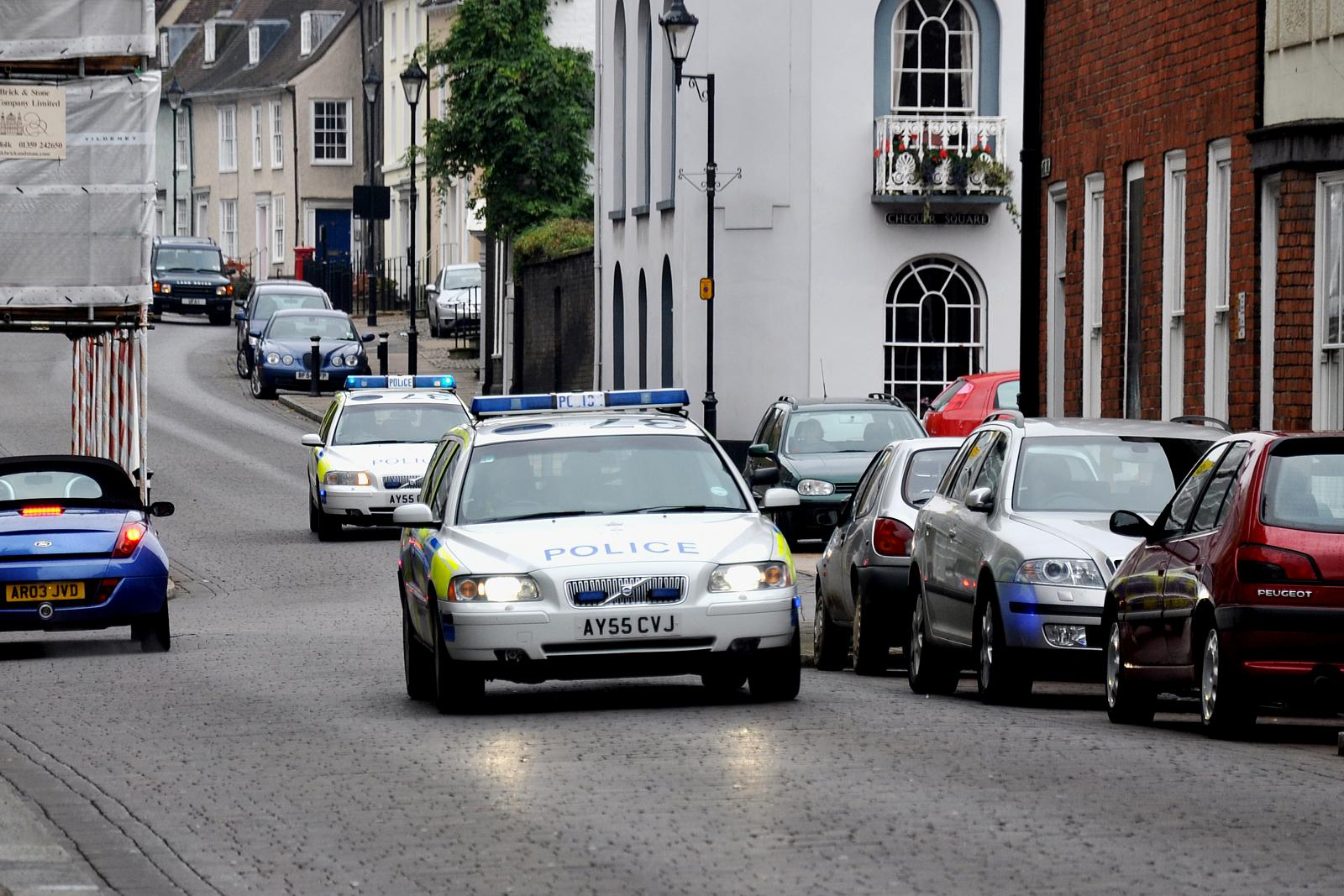
Dwa radiowozy Volvo w trakcie wyjazdu alarmowego